# Darvin Ham
Darvin Ham (23 de julho de 1973) é um ex-jogador e treinador norte-americano de  de basquete profissional que atualmente é o assistente técnico do Milwaukee Bucks da National Basketball Association (NBA).
Anteriormente, ele atuou como treinador principal do Los Angeles Lakers. Ele jogou basquete universitário pela Texas Tech antes de jogar nove temporadas na NBA de 1996 a 2005. Ele ganhou um título da NBA jogando com o Detroit Pistons em 2004. Ham também teve uma breve experiência internacional na Espanha e mais tarde nas Filipinas, bem como na G-League em 2007 e 2008. Como treinador assistente, ele ganhou um segundo título da NBA em 2021 com o Milwaukee Bucks.

## Carreira no basquete

### Como jogador
Ele jogou oito temporadas na NBA de 1996 a 2005 e, posteriormente, pela Philippine Basketball Association e pela G-League até 2008.
Depois de estudar na Saginaw High School, Ham foi para a Universidade de Tecnologia do Texas em 1993. Enquanto jogava por Texas Tech, ele ganhou atenção nacional quebrando a tabela após uma enterrada durante o Torneio da NCAA de 1996. A enterrada mudou de ímpeto para os Red Raiders, catapultando-os para o primeiro Sweet Sixteen na história da escola. A enterrada foi capa da Sports Illustrated.
Ham venceu o concurso de enterrada da NCAA em 1996. Em sua carreira universitária de 90 jogos, ele obteve médias de 8,1 pontos, 5,1 rebotes, 1,0 assistências e 1,5 turnovens em 22,9 minutos.
Ham assinou com o Denver Nuggets como um agente livre em 1 de outubro de 1996. Após apenas 35 jogos, ele foi negociado para o Indiana Pacers em troca de Jerome Allen em fevereiro de 1997. Após isso, Ham assinou como agente livre com o Washington Wizards (1997), Milwaukee Bucks (1999), Atlanta Hawks (2002) e Detroit Pistons (2003). Em sua carreira de oito temporadas e 417 jogos na NBA, ele teve médias de 2,7 pontos e 2,3 rebotes em 12,4 minutos.
Ham competiu no Slam Dunk Contest de 1997 e fazia parte do elenco do time campeão da NBA em 2004, o Detroit Pistons. Suas enterradas renderam-lhe o apelido de "Dunkin Darvin" e "Ham Slamwich", enquanto ele jogava pelo Milwaukee Bucks.
Em 2005, Ham participou do programa Basquete Sem Fronteiras, em Joanesburgo, na África do Sul, e posteriormente em 2015 participou do programa na República Dominicana.
Em 17 de janeiro de 2006, Ham foi contratado pela equipe da Associação Filipina de Basquete, Talk N 'Text Phone Pals. Ele teve médias de 16 pontos nos playoffs de 2006. No entanto, o Pals acabou perdendo para o Air21 Express na série por 2-3.
Em 2006, Ham atuou como analista para a cobertura da Fox Sports Southwest das partidas dos playoffs do Dallas Mavericks. Após isso, ele se tornou membro do time da Summer League do Orlando Magic entre 10 a 14 de julho de 2006. Ham mais tarde jogou na pré-temporada de 2006 pelo New Jersey Nets.
Em 2007, Ham teve um período de pré-temporada com os Mavericks, mas foi dispensado em 24 de outubro de 2007. Ele foi então escolhido como a terceira escolha geral no Draft da G-League de 2007 pelo Albuquerque Thunderbirds. Em 4 de abril de 2008, os Thunderbirds negociaram Ham com o Austin Toros.

### Como treinador

#### Treinador assistente (2008–2022)
Em outubro de 2008, Ham foi nomeado treinador assistente dos Thunderbirds. Mais tarde, ele serviu como seu treinador principal. Em outubro de 2011, ele se tornou treinador assistente do Los Angeles Lakers, onde trabalhou com Kobe Bryant, Pau Gasol e Dwight Howard em um papel de desenvolvimento de jogadores.
Em 2013, ele se juntou à equipe técnica do Atlanta Hawks. Ele ajudou os Hawks a chegar aos playoffs em quatro temporadas consecutivas, incluindo chegar às finais da Conferência Leste em 2015. Em 2014 e 2015, Ham fez parte da equipe técnica que levou os Hawks a um título divisional. Junto com sua ajuda para levar Atlanta aos playoffs, ele também ajudou quatro de seus cinco titulares a se serem selecionado para o All-Star Game de 2015. Ele também estava fortemente envolvido no desenvolvimento de jogadores jovens, como Dennis Schroder e Taurean Prince.
Em 7 de junho de 2018, Ham seguiu Mike Budenholzer para o Milwaukee Bucks, onde durante a temporada de 2018-19, Budenholzer ganhou o prêmio de Treinador do Ano da NBA. Ham ajudou a liderar o time para seu melhor recorde desde 1972. Na temporada de 2020-21, Ham ajudou a levar Milwaukee a seu segundo título da NBA na história da franquia, derrotando o Phoenix Suns em seis jogos nas Finais da NBA de 2021.

#### Los Angeles Lakers (2022–2024)
Ham foi contratado como treinador principal do Los Angeles Lakers em 3 de junho de 2022. Em sua primeira temporada como treinador principal, Ham e os Lakers começaram com um recorde de 2–10 antes de se classificarem para os playoffs da NBA de 2023. Eles chegaram às finais da Conferência Oeste mas foram varridos pelo eventual campeão Denver Nuggets.
Em 9 de dezembro de 2023, Ham e os Lakers venceram a temporada inaugural do Copa da NBA. Eles se classificaram novamente para os playoffs da NBA de 2024 e perderam na primeira rodada em cinco jogos para os Nuggets, pois não conseguiram proteger uma vantagem de dois dígitos em todas as quatro derrotas na série, incluindo uma vantagem de 20 pontos no segundo tempo no Jogo 2. Após sua saída dos playoffs, Ham foi dispensado em 3 de maio de 2024, após duas temporadas com os Lakers.

#### Retorno ao Milwaukee Bucks (2024–Presente)
Em 10 de junho de 2024, Ham retornou ao Milwaukee Bucks como seu principal assistente técnico sob o comando de Doc Rivers.

## Estatísticas na NBA

### Como jogador

#### Temporada regular
| Ano      | Equipe     | PJ  | PT | MPJ  | AP    | 3P   | LL   | RT  | AS  | BR  | TO  | PPJ |
| -------- | ---------- | --- | -- | ---- | ----- | ---- | ---- | --- | --- | --- | --- | --- |
| 1996-97  | Denver     | 35  | 3  | 8.9  | .525  | .000 | .485 | 1.6 | 0.4 | 0.2 | 0.2 | 2.3 |
| 1996-97  | Indiana    | 1   | 0  | 5.0  | 1.000 | .000 | .500 | 0.0 | 0.0 | 1.0 | 0.0 | 3.0 |
| 1997-98  | Washington | 71  | 3  | 8.9  | .529  | .000 | .473 | 1.8 | 0.2 | 0.3 | 0.4 | 2.0 |
| 1999-00  | Milwaukee  | 35  | 21 | 22.6 | .555  | .000 | .449 | 4.9 | 1.2 | 0.8 | 0.8 | 5.1 |
| 2000-01  | Milwaukee  | 29  | 13 | 18.6 | .488  | .667 | .592 | 4.2 | 0.9 | 0.6 | 0.7 | 3.8 |
| 2001-02  | Milwaukee  | 70  | 2  | 17.3 | .569  | .143 | .504 | 2.9 | 1.0 | 0.4 | 0.5 | 4.3 |
| 2002-03  | Atlanta    | 75  | 1  | 12.3 | .447  | .000 | .481 | 2.0 | 0.5 | 0.2 | 0.3 | 2.4 |
| 2003-04  | Detroit    | 54  | 2  | 9.0  | .493  | .500 | .600 | 1.7 | 0.3 | 0.2 | 0.1 | 1.8 |
| 2004-05  | Detroit    | 47  | 0  | 5.9  | .459  | .000 | .387 | 0.7 | 0.1 | 0.1 | 0.1 | 1.0 |
| Carreira | Carreira   | 417 | 45 | 12.0 | .562  | .145 | .496 | 2.1 | 0.5 | 0.4 | 0.3 | 2.8 |

#### Playoffs
| Ano      | Equipe   | PJ | PT | MPJ  | AP   | 3P   | LL    | RT  | AS  | BR  | TO  | PPJ |
| -------- | -------- | -- | -- | ---- | ---- | ---- | ----- | --- | --- | --- | --- | --- |
| 1999-00  | MIL      | 5  | 5  | 28.8 | .647 | .000 | .333  | 5.8 | 1.4 | 0.2 | 1.6 | 5.0 |
| 2000-01  | MIL      | 14 | 6  | 9.4  | .600 | .000 | .550  | 1.4 | 0.4 | 0.3 | 0.5 | 2.1 |
| 2003-04  | DET      | 22 | 0  | 4.9  | .500 | .000 | .000  | 0.6 | 0.0 | 0.1 | 0.2 | 0.7 |
| 2004-05  | DET      | 14 | 0  | 1.7  | .333 | .000 | 1.000 | 0.2 | 0.0 | 0.0 | 0.0 | 0.3 |
| Carreira | Carreira | 55 | 11 | 11.2 | .520 | .000 | .470  | 1.9 | 0.4 | 0.1 | 0.5 | 2.0 |

### Como treinador
| TIme        | Ano      | Temporada regular | Temporada regular | Temporada regular | Temporada regular | Temporada regular | Playoffs | Playoffs | Playoffs | Playoffs | Resultado final                  |
| TIme        | Ano      | J                 | V                 | D                 | %                 | Classificação     | J        | V        | D        | %        | Resultado final                  |
| ----------- | -------- | ----------------- | ----------------- | ----------------- | ----------------- | ----------------- | -------- | -------- | -------- | -------- | -------------------------------- |
| L.A. Lakers | 2022–23  | 82                | 43                | 39                | .524              | 5th in Pacific    | 16       | 8        | 8        | .500     | Perdeu nas Finais de Conferência |
| L.A. Lakers | 2023–24  | 82                | 47                | 35                | .573              | 3rd in Pacific    | 5        | 1        | 4        | .200     | Perdeu na Primeira Rodada        |
| Carreira    | Carreira | 164               | 90                | 74                | .548              |                   | 21       | 9        | 12       | .350     |                                  |

## Prêmios e Homenagens
NBA

### Como jogador
- Campeão da NBA: 2004

### Como treinador
- Campeão da Copa NBA: 2023

## Vida pessoal
Ham é filho de Wilmer Jones-Ham, a primeira prefeita de Saginaw, servindo de 2001 a 2005. Quando Ham tinha 14 anos, em 1988, ele sobreviveu a um ferimento de bala no rosto e pescoço.
Darvin Ham é casado com Deneitra Ham. Ambos foram para Universidade de Tecnologia do Texas. Seu filho, Darvin Ham Jr., jogou pela Northwood University e foi assistente técnico na Northwood por 4 anos. Na temporada de 2022–23, Ham Jr. é assistente técnico do Cleveland Charge da G-League.
Ham é cristão. Ele disse: "Primeiramente, quero agradecer a Deus. Vindo de onde venho, fui criado em uma casa com forte fé espiritual, crença em Deus e em seu Filho Jesus Cristo, então quero começar com isso. Tudo o que consegui superar na minha vida, junto com as pessoas ao meu redor, foi esse espírito que foi incutido em mim quando jovem.”

Em junho de 2011, Ham viajou para a Venezuela como um enviado esportivo da SportsUnited para o Departamento de Estado dos EUA. Nessa função, ele trabalhou com Kayte Christensen para conduzir clínicas de basquete para 300 jovens de áreas carentes e se encontrou com autoridades esportivas venezuelanas. Ao fazer isso, Ham ajudou a contribuir para a missão da SportsUnited de promover maior compreensão e inclusão internacional por meio do esporte. Ele então deu continuidade a esses esforços e conduziu um segundo conjunto de clínicas para mais de 200 jovens em Mianmar. Este foi o primeiro intercâmbio esportivo patrocinado pelo Departamento de Estado com Mianmar.